# Парамутация
Парамута́ция (англ. paramutation) — взаимодействие двух аллелей одного локуса, при котором один аллель вызывает наследуемые изменения в другом аллеле. Эти изменения могут заключаться в изменении паттерна метилирования ДНК или модификации гистонов. Аллель, индуцирующий эти изменения, называется парамутагенным, а тот аллель, который эпигенетически изменяется, называется парамутабельным. Парамутабельный аллель может иметь изменённые уровни экспрессии, которые могут сохраняться у потомства, унаследовавшего этот аллель, даже в отсутствие парамутагенного аллеля. Парамутации могут иметь место, например, у генетически идентичных растений, демонстрирующих совершенно разные фенотипы.
Хотя явление парамутации было изучено в основном на кукурузе, парамутации были описаны и у других организмов, включая таких животных, как плодовая мушка Drosophila melanogaster и мышь. Несмотря на широкое распространение, примеры парамутаций немногочисленны, и их механизмы не до конца понятны.

## История изучения
Первое описание явления, которое можно было бы назвать парамутацией, было сделано Уильямом Бэтсоном и Каролин Пеллью (англ. Caroline Pellew) в 1915 году. Они описали «карликовый» (англ. rogue) горох, который передавал свою «карликовость» потомству. Однако первое формальное описание парамутации было выполнено Р. А. Бринком (англ. R. A. Brink) из Висконсинского университета в Мадисоне в 1950 году у растений кукурузы. Он заметил, что особые слабо экспрессируемые аллели локуса red1 (r1) у кукурузы, который кодирует транскрипционный фактор, который придаёт красный цвет зёрнам кукурузы, может вызывать наследуемые изменения в сильно экспрессируемых аллелях, которые превращают их в слабо экспрессируемые. Слабый уровень экспрессии сохраняется при передаче этих аллелей потомству, и они могут, в свою очередь, понижать уровень экспрессии других аллелей (это явление получило название вторичной парамутации). Бринк показал, что влияние парамутагенного аллеля может передаваться нескольким последующим поколениям.

## Описание
Аллели, которые могут вызывать наследуемые изменения в других аллелях, называются парамутагенными, а изменяющеся аллели называются парамутабельными. Аллели, не принимающие участия в этих взаимодействиях, называют нейтральными. Когда парамутагенный и парамутабельный аллели имеются у одного и того же организма, парамутабельный аллель превращается в парамутагенный и сохраняет свою парамутагенность в нескольких поколениях. При описанной трансформации не происходит никаких изменений в ДНК, однако парамутагенные и парамутабельные аллели различаются по эпигенетическим признакам (в том числе по метилированию ДНК). Как правило, парамутабельный аллель активно транскрибируется, а парамутагенный аллель транскрибируется мало или не транскрибируется вовсе. Первым описанным и наиболее изученным примером парамутации является локус r1 кукурузы. Ген, расположенный в этом локусе, когда транскрибируется, даёт начало транскрипционному фактору, стимулирующему образование антоциана, в результате чего зёрна приобретают пурпурную окраску. Один аллель этого локуса, обозначаемый B', может вызывать метилирование другого аллеля, B-I. Метилирование снижает транскрипцию и, соответственно, уровень синтеза антоциана. Эти аллели не отличаются по последовательностям ДНК, однако различаются по степени метилирования ДНК. Как и в случае других парамутаций, превращение аллели B-I в аллель B' стабильно и наследуемо. Другие похожие примеры парамутаций имеют место в случае некоторых других локусов кукурузы, а также у модельного растения Arabidopsis thaliana и трансгенных петуний. Парамутации также описаны у Drosophila melanogaster, червя Caenorhabditis elegans и мыши.
В качестве примера парамутаций можно рассмотреть парамутацию Kit у мышей. Ген Kit кодирует тирозинкиназный рецептор, который участвует в таких процессах развития, как гемопоэз, дифференцировка клеток зародышевой линии и меланогенез. Гомозиготная делеция Kit летальна, а гетерозиготные мыши имеют белый хвост. Белый хвост гетерозиготных родителей сохраняется у их потомков, имеющих генотип дикого типа (Kit+/+). Показано, что в этом случае парамутация обусловлена РНК: инъекция в оплодотворённое яйцо с генотипом дикого типа РНК из спермы белохвостой гомозиготы или РНК, образованной из транскрипта Kit, приводит к развитию белохвостого фенотипа.

## Механизм
Хотя специфические механизмы осуществления парамутаций различаются у разных организмов, в их основе лежат эпигенетические модификации и РНК-сайленсинг.
В случае локуса r1 кукурузы для парамутагенного аллеля B' характерно ДНК-метилирование участка тандемных повторов рядом с кодирующей областью, и когда парамутабельный аллель B-I становится парамутагенным, он тоже приобретает характерный паттерн ДНК-метилирования. Для успешного переноса ДНК-метилирования необходим ряд генов, кодирующих РНК-зависимые РНК-полимеразы и другие белки пути РНК-сайленсинга, подтверждая тем самым, что парамутация осуществляется посредством эндогенного РНК-сайленсинга. Эта гипотеза подтверждается наличием транскрипции малых интерферирующих РНК с участка тандемных повторов. У таких животных, как D. melanogaster, парамутации могут быть опосредованы piРНК. Также было показано, что в некоторых случаях помимо ДНК-метилирования для осуществления парамутаций необходимы модификации гистонов метилированной ДНК, поэтому для парамутаций могут быть необходимы гистон-модифицирущие белки. Было высказано предположение, что модификации гистонов могут быть необходимы для поддержания парамутаций. Однако стоит отметить, что с помощью концепции РНК-сайленсинга невозможно объяснить все свойства парамутаций, поэтому в парамутациях могут быть задействованы и другие механизмы.

## Применение
Существует предположение, что в отдельной популяции относительно немного генов демонстрируют парамутации ввиду того, что высокая пенетрантность парамутагенных аллелей может привести к закреплению или парамутагенного, или парамутабельного аллелей. Впрочем, парамутации могут сохраняться парамутации в локусах с низкой пенетрантностью парамутагенного аллеля. Это необходимо учитывать селекционерам растений.
Поскольку парамутации и явления, похожие на них, описаны у таких животных, как дрозофила и мышь, предполагается, что парамутации могут вносить свой вклад в развитие наследственных заболеваний человека с неменделевским наследованием.